# ملارا
ملارا (به ایتالیایی: Melara) یک کومونه در ایتالیا است که در استان روویگو واقع شده‌است.

## خصوصیات
ملارا ۱۷٫۶ کیلومترمربع مساحت و ۱٬۹۲۷ نفر جمعیت دارد.